# Mesutlar, Beyşehir
Mesutlar là một xã thuộc huyện Beyşehir, tỉnh Konya, Thổ Nhĩ Kỳ. Dân số thời điểm năm 2011 là 113 người.